# Santiago del Campo
Santiago del Campo is een gemeente in de Spaanse provincie Cáceres en in de regio Extremadura. Santiago del Campo heeft 280 inwoners (1 januari 2016).

## Aangrenzende gemeenten
Santiago del Campo heeft een oppervlakte van 73 km² en grenst aan de volgende gemeenten: Cáceres, Garrovillas de Alconétar, Hinojal en Talaván. 

## Burgemeester
De burgemeester van Santiago del Campo is Samuel Fernández Macarro.

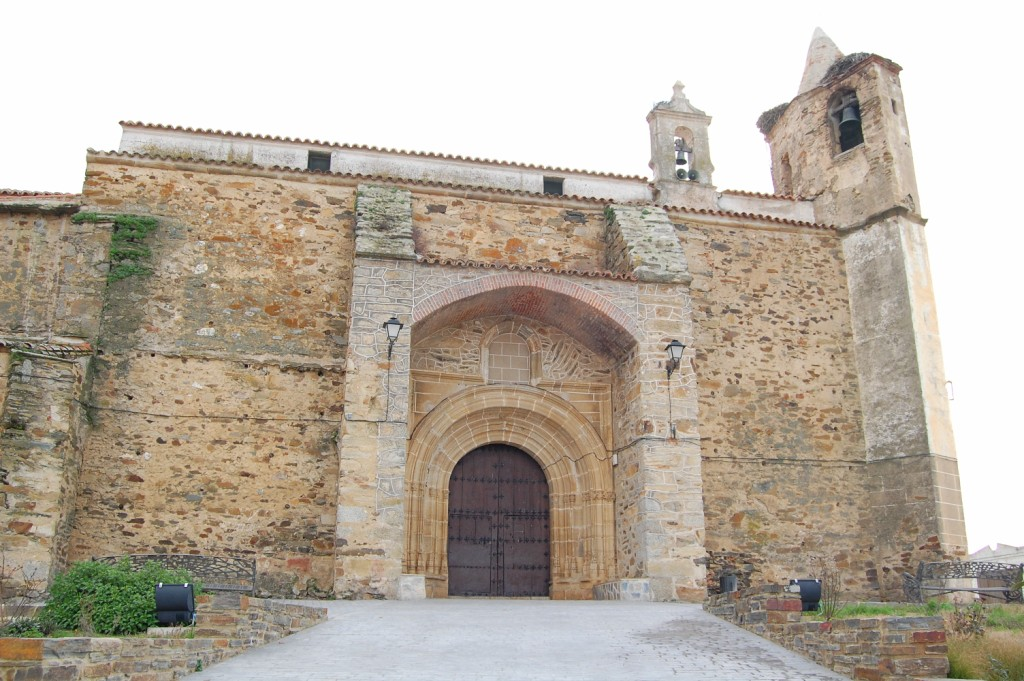
Kerk van Santiago del Campo

## Demografische ontwikkeling
Bron: INE, 1857-2011: volkstellingen